# جلان وود
جلان وود (بالإنجليزية: Glen Wood)‏ هو سائق سباق ومهندس أمريكي، ولد في 18 يوليو 1925 في ستيوارت في الولايات المتحدة، وتوفي في 18 يناير 2019 في مقاطعة باتريك في الولايات المتحدة.

## وصلات خارجية
- جلان وود على موقع Racing-Reference.info (الإنجليزية)